# Begonia baumannii
Begonia baumannii es una especie de planta perenne perteneciente a la familia Begoniaceae. Es originaria de Ecuador.

## Descripción
Es una hierba que se encuentra en el altiplano de Bolivia en la Cordillera de los Andes, en un hábitat de yungas, páramo yungueño y puna húmeda, distribuida por La Paz, Potosí y Cochabamba.

## Taxonomía
Begonia baumannii fue descrita por Pierre Louis Victor Lemoine y publicado en Le Jardin; journal bi-mensual d'horticulture générale 4: 273, pl. 1890.
Etimología
Begonia: nombre genérico, acuñado por Charles Plumier, un referente francés en botánica, honra a Michel Bégon, un gobernador de la excolonia francesa de Haití, y fue adoptado por Linneo.
baumannii: epíteto
Sinonimia
- Begonia odoratissima hort, J. Soc. Nat. Hort, France IV, 27:265. 1926.

Híbrido
- Begonia × excelsior Linden